# Alice Academy
Alice Academy (学園アリス?, Gakuen Arisu) è un manga scritto e disegnato da Higuchi Tachibana, pubblicato da Hakusensha sulla rivista shōjo Hana to yume. In seguito i capitoli sono stati raccolti in 31 tankōbon e pubblicati dal 19 febbraio 2003 al 20 giugno 2013.
Ne è stato tratto un anime prodotto da Aniplex e dal Group TAC in 26 episodi e trasmesso su NHK BS-2 a partire dal 30 ottobre 2004 fino al 14 maggio 2005.
In Italia il manga è stato pubblicato da RW Edizioni sotto l'etichetta Goen dal 6 luglio 2013 al 7 marzo 2020, mentre l'anime è stato trasmesso su DeA Kids dal 2 al 27 marzo 2009.

## Trama
Mikan Sakura è una vivace bambina di dieci anni che vive in un paesino di campagna con il nonno. Quando la sua migliore amica Hotaru Imai deve lasciare la città per frequentare l'Alice Academy, una scuola per persone dotate di poteri sovrannaturali (detti Alice), Mikan decide di scappare e andare a Tokyo per rivederla. All'entrata dell'accademia incontra il professor Narumi, che accorgendosi del raro potere nascosto in lei la iscrive immediatamente alla scuola. Mikan si riunisce quindi alla sua amica Hotaru e farà la conoscenza dei suoi diffidenti compagni di classe, con cui avrà dapprima un rapporto conflittuale, che poi si andrà ad addolcire. Anche a causa dell'incontro con Natsume Hyuuga, studente prodigio dell'accademia, Mikan e i suoi amici si accorgeranno pian piano che l'accademia cela oscuri e pericolosi segreti.

## Ambientazione
L'Alice Academy (Gakuen Alice) è un enorme complesso di edifici situato a Tokyo. Ha tre livelli di istruzione (elementari, medie e superiori), ognuno di essi possiede un edificio a sé; un ospedale; dei dormitori per studenti e insegnanti e una piccola città commerciale chiamata Central Town, in cui si trovano negozi che vendono articoli progettati dagli studenti stessi, prodotte con l'aiuto dei loro Alice. L'accademia è circondata da fitti boschi. Il bosco del nord è il più visitato ed è la casa di "Mr. Bear", un peluche senziente animato da un particolare Alice.
Nell'anime, l'accademia ha un proprio sistema monetario, il coniglio (Rt) (uno coniglio equivale a 100 yen). Nel manga si usa la stessa valuta del Giappone, lo yen.
A causa della costante minaccia di rapitori e malintenzionati, agli studenti è proibito uscire dall'accademia e avere contatti con l'esterno. Nella scuola vigono inoltre regole molto severe anche per i contatti con i propri familiari. Fanno eccezione gli studenti del tipo pericoloso impegnati nelle missioni e gli studenti più meritevoli, a cui la scuola consente di uscire per un breve periodo per rivedere la propria famiglia.

### Tipi di Alice
Sebbene gli Alice siano tutti diversi, esistono quattro categorie principali che li raggruppano, ognuna con i propri tratti distintivi. Ciascuna di queste categorie ha delle classi speciali a sé per insegnare agli studenti come imparare a controllare il proprio Alice e per farli esercitare. Esiste inoltre una quinta classe, denominata "Alice Pericolosi", che raggruppa tutti gli studenti dotati di Alice talmente potenti da rappresentare un pericolo per la scuola.
- Alice di tipo latente o di predisposizione: È il tipo di Alice più comune. Si tratta di poteri sovrannaturali di tipo "Tradizionale", come il teletrasporto, la vista a raggi x o la chiaroveggenza. Sono conosciuti anche come poteri "ESP".

- Tecnico: Questo tipo di Alice è piuttosto comune. Si manifestano quando la persona compie una determinata attività, come la cucina, disegno, ecc. Gli Alice di questo tipo si basano sulla tecnologia e sulla ricerca. Le persone con questo tipo di Alice possono vendere le proprie creazioni a Central Town.

- Somatico: Questo tipo di Alice è relativamente raro. A differenza degli altri tipi, questi Alice si manifestano come abilità fisiche o doti corporali, come l'emissione di particolari feromoni o particolari capacità fisiche.

- Abilità speciale: Questa classe è essenzialmente per gli studenti con Alice che non hanno somiglianze con nessuna delle altre categorie. Le loro competenze sono molto diverse e imprevedibili. Alcuni degli Alice più rari appartengono a questa classe, come anche quello della protagonista, cioè la nullificazione dei poteri altrui.

- Abilità pericolosa: Non è un vero e proprio tipo di Alice, ma una classe i cui componenti possiedono degli Alice talmente potenti da rappresentare una minaccia. Questa classe svolge missioni particolari per conto della scuola.

### Forme di Alice
Ogni Alice ha una classificazione che specifica come può essere usato e con quale frequenza.
- Infantile: Un Alice appare nell'età infantile e scompare quando il bambino cresce e matura.
- Diffusa: Un Alice è sempre disponibile, ma ha un livello di potenza relativamente basso.
- Intermittente: Un Alice può essere utilizzato solo per un breve periodo, in qualsiasi momento, ma ha un livello di potenza piuttosto alto, che può portare a dei problemi fisici.
- Illimitata: Un Alice può essere usato spesso e per un ampio periodo di tempo. L'utilizzo di questo tipo di Alice incide sull'aspettativa di vita di chi usa l'Alice, accorciandola.

### Livello stelle
Le stelle rappresentano il sistema di valutazione utilizzato dall'Accademia per valutare l'Alice e l'andamento scolastico di uno studente. Ci sono cinque livelli-stella, segnati con delle spille a forma di stella dorata sul colletto dell'uniforme. Il livello-stella può aumentare o diminuire.
- Senza-stelle: Gli studenti che sono al di sotto della media. Questo grado è riservato principalmente ai bambini piccoli, e non è sufficiente per superare la scuola elementare.
- Singola: Gli studenti che sono circa nella media. La maggior parte degli studenti della scuola elementare ha questo grado. Necessario per passare al di là dalla scuola elementare.
- Doppia: Gli studenti che si trovano al di sopra della media, ma che ancora non sono avanzati nei loro studi o nel loro Alice. Necessario per passare alla scuola media.
- Tripla: Gli studenti che di solito sono considerati "overachievers" e tendono ad eccellere nei loro studi, nel loro Alice, o in entrambi. Necessario per passare alla scuola superiore.
- Speciale: Gli studenti che sono considerati i migliori dei migliori, segnalato da un simbolo a forma di stella racchiuso in un cerchio (nell'anime la possiede solo Natsume). Gli studenti di questo rango eccellono nel loro Alice e nei loro studi.

Ogni livello-stella riceve una somma di denaro al mese:
- Senza-stelle: 5 Conigli (pari a circa 500 yen o 5.00€)
- Singola: 30 Conigli (pari a circa 3000 yen o 30.00€)
- Doppia: 50 Conigli (pari a circa 5000 yen o 50.00€)
- Tripla: 100 Conigli (pari a circa 10.000 yen o 100.00 €)
- Speciale: 300 Conigli (pari a circa 30.000 yen o 300.00 €)

Il livello-stella incide anche sulla quantità e la qualità del cibo ricevuto e le dimensioni della stanza.

### Dispositivi di controllo
I dispositivi di controllo sono stati appositamente progettati per ogni singola persona. Sono indossati sulla testa, sulle mani o in altre parti del corpo e possono emettere segnali di monitoraggio. Ogni tipo di dispositivo è dotato di capacità di tenuta che blocca un Alice all'interno del dispositivo stesso. Ci sono anche dispositivi di controllo utilizzati per scopi di punizione, come la Maschera gatto. Se una persona che indossa uno di questi disobbedisce ad un superiore, è immediatamente punito con scosse elettriche in tutto il corpo. Questi dispositivi possono essere rimossi solo dalla persona che li ha inseriti. Di solito hanno la forma di gioielli, come anelli o orecchini, ma possono essere anche di altra natura. Tsubasa ad esempio ha un marchio a forma di stella nera sulla guancia. La Maschera Gatto è un dispositivo di punizione che blocca completamente l'Alice di una persona. 

## Personaggi
Mikan Sakura
Mikan è una bambina di 10 anni, sempre allegra ma con la lacrima facile. Arriva alla Alice Academy per vedere Hotaru Imai, la sua migliore amica, ma incontrerà una coppia di rapitori di Alice. Verrà salvata dal professor Narumi, a cui si affezionerà a tal punto da considerarlo come un padre. Possiede l'Alice della nullificazione. All'inizio non sopporta Natsume, che la chiama "Mutandine a Pois" dopo averle visto le mutandine. Dopo averlo conosciuto meglio e aver capito che è una persona altruista, se ne innamora. Scoprirà in seguito di possedere l'Alice del furto, in grado di rubare e tramutare in pietre l'Alice della persona su cui viene utilizzato. In quanto possedente di questo Alice, sarà desiderata dal preside delle elementari per rimuovere due pietre Alice (dell'annullamento e della corrosione) che la mamma della stessa Mikan, Yuka Azumi, gli ha introdotto nel corpo. Non accettando di essere usata dal preside, tenta di scappare dall'Accademia assieme alla madre, che non accettava che la figlia potesse passare ciò che aveva passato lei prima di scappare. Come mezzo di fuga progettano di usare una porta situata nel Dipartimento delle Superiori in grado di teletrasportare chiunque nella località desiderata, ma solo durante la luna piena. Mikan e la madre si incontrano lì per la prima volta da quando Yuka l'aveva abbandonata con un vecchio, e quando Yuka apre la porta, esplode una bomba, uccidendola. Mikan resta così orfana. In seguito a questo, viene "catturata" dal preside delle elementari, che la segrega in una stanza in compagnia di Orso: un orso di peluche animato da Kaname, un senpai di Mikan, e conosciuto da lei nella foresta del Nord, durante il suo test per provare se fosse davvero un Alice o meno. Verrà trovata da Natsume durante il ballo di Natale, quando si scambieranno le pietre Alice in segno del loro amore. In seguito al piano per l'assassinio del preside delle elementari, sarà richiesta da quest'ultimo come scudo e tenterà di scappare. Alla fine perderà i suoi Alice dopo aver cercato di cessare l'incendio provocato da Natsume, per tentare di salvarlo. Per questo sarà costretta ad abbandonare l'Alice Academy e a farsi cancellare la memoria, dimenticando persino Hotaru, motivo per cui era arrivata fin lì. Incontrerà di nuovo i suoi compagni quando compirà 17 anni, riacquistando la memoria dopo aver riassorbito una pietra Alice che regalò a Natsume anni prima, eccetto la sua migliore amica, che assieme al fratello, Subaru Imai, è scomparsa. Pur non ricordando molto di Hotaru, i cui ricordi sono andati perduti da tutti a seguito del suo viaggio nel tempo per riportare in vita Natsume, morto nell'incendio, decide di andare a cercarla assieme ai suoi amici. È figlia di Yuka Azumi (citata prima), che possiede l'Alice del furto e del teletrasporto, e di Izumi Yukihira, possessore dell'Alice dell'annullamento. In più è nipote del preside delle superiori, fratello del padre.
Natsume Hyuuga
Natsume è un ragazzino dall'aria fredda e distaccata. Può sembrare malvagio, ma in realtà pensa sempre prima alle persone che ama e poi a se stesso. Ha l'Alice del fuoco, ma ogni volta che lo usa la sua vita si accorcia. È il migliore amico di Ruka, conosciuto alle elementari fuori dall'Accademia. All'inizio, riterrà Mikan una stupida ragazzina "dalle mutandine a pois", ma col tempo inizierà ad affezionarsi alla ragazzina, finché non se ne innamorerà. Natsume inizierà a proteggerla ed a dimostrare tutto l'amore per lei. Muore nel tentativo di assassinare il preside delle elementari, appiccando un incendio per bruciarlo vivo. Hotaru, Subaru e il professor Noda tenteranno di salvarlo, viaggiando nel tempo e sostituendo Natsume con uno preso pochi attimi prima avesse smesso di respirare. Incontrerà di nuovo Mikan quando lei compirà 17 anni, dopo aver sventato un tentato rapimento di lei e delle sue amiche, di cui una si scoprirà essere Goshima (attuale presidente del Consiglio Studentesco) sotto copertura. Figlio di Kaoru Igarashi, che possiede l'Alice della memoria, e del signor Hyuuga (di cui non si saprà il nome), possessore dell'Alice del fuoco. Il suo Alice che accorcia la vita è ereditato dalla madre. In più ha una sorella, Aoi, rapita dall'Accademia e segregata nei sotterranei dell'Hanahime-den (edificio dove risiede la preside delle medie), per di più diventata cieca, in seguito salvata da Natsume e i suoi amici.
Hotaru Imai
Migliore amica di Mikan. Molto legata a Mikan, è una ragazza riservata ma non timida, decide di stare da sola nonostante abbia molti corteggiatori (compreso il fratello di Sumire e Hayate, che appare solo nel manga, membro della classe delle abilità pericolose che la scambierà per un personaggio di un videogioco e continuerà a chiamarla Cool Blue Sky). Ha l'Alice dell'invenzione. È una delle rappresentanti di classe e possiede tre stelle, in più è la sorella di Subaru Imai, vicepresidente del Consiglio Studentesco. Adora guadagnare, e uno dei suoi modi per farlo è vendere delle foto imbarazzanti di Ruka scattate mentre lui usa il suo Alice. All'inizio del nuovo anno verrà eletta come una delle principesse dell'Hanahime-den. Dopo aver viaggiato nel tempo assieme a suo fratello Subaru e al professor Noda, pur venendo a sapere che se avesse salvato Natsume, avrebbe causato la perdita dei ricordi riguardanti lei in tutti coloro che la conoscevano, decide di salvare il ragazzo, non accettando il fatto che Mikan avesse perso sia i genitori che il ragazzo che ama. Suo fratello decide di aiutarla, non volendo far esporre sua sorella minore ad un simile rischio da sola, e a seguito delle loro azioni, scompariranno.
Ruka Nogi
È un ragazzo molto dolce e carino, anche se all'inizio finge di essere cattivo. Usando il suo Alice dei feromoni animali, diventa piuttosto buffo, oltre ad essere vittima del 'bullismo' di Hotaru, che scatta delle foto del ragazzo, vendendole, come ad esempio delle foto che lo ritraevano vestito con la divisa femminile della scuola (perché a Ruka qualche volta piace vestirsi al femminile). È il migliore amico di Natsume, conosciuto alle elementari fuori dall'Accademia e avvicinatosi a lui dopo aver scoperto che anche lui era un Alice. A seguito di un incendio della città dove entrambi abitavano, incendio causato dalla sorella di Natsume dopo aver trovato delle pietre che sono riuscite ad alterarle l'Alice e a farla ammalare (rendendola in seguito cieca), sono costretti a rinunciare a scappare ed entrare all'Alice Academy. È innamorato di Mikan, ma capisce subito che Natsume è innamorato di lei ed è ricambiato, quindi si fa da parte. Nel manga riesce a dichiararsi a Mikan, quando assieme alla ragazzina sta scappando verso il Dipartimento delle Superiori per raggiungere la porta che avrebbe teletrasportato Mikan e sua madre nel mondo esterno. In più era quasi riuscito a baciarla nella recita della classe delle Abilità Somatiche, di cui lui e Mikan erano protagonisti (rispettivamente Biancaneve e il Principe sostituto, in quanto il vero Principe doveva essere Yuri Miyazono, bloccata a causa di un incidente con delle palline appiccicose), prima che Natsume interrompesse i due lanciando una mela sul palco e facendo calare il sipario. Si dichiara nuovamente a Mikan il giorno prima della partenza della ragazzina. La stessa sera riceve un 'messaggio' dagli auricolari a forma di fungo presi da Hotaru, dicendo di farlo ascoltare a Mikan. Quello sarà l'unico ricordo che avranno di Hotaru.
Yuu Tobita
È un ragazzo molto gentile e disponibile. È l'unico che dall'inizio si mostra gentile verso Mikan. Ha l'Alice dell'illusione, che gli viene rubato dalla madre di Mikan per conto di un'organizzazione contro la Alice Academy, mentre lui sta tornando all'Accademia dopo essere andato a trovare la propria famiglia, ma restituito qualche giorno dopo. È il rappresentante di classe, intelligente e uno dei pochi nella classe ad avere le tre stelle, assieme ad Hotaru e a Ruka.
Somire Shoda
È una ragazza molto superficiale. È innamorata di Natsume ed è presidente del fun-club Natsume-Ruka. In fondo è una ragazza gentile e dolce. Ha l'alice del gatto, considerato tra le abilità somatiche. Inizialmente odia Mikan, vedendo l'odio che anche Natsume prova per la ragazzina. I suoi sentimenti mutano quando, assieme a lei, scappano dalla scuola per inseguire Reo Mori, cantante di fama internazionale che, per conto della stessa organizzazione di cui fa parte Yuka Azumi, rapisce Natsume. Nonostante sappia bene dei sentimenti che il ragazzino prova per Mikan, non riesce a fare a meno di essere in qualche modo gelosa di lei. Sa suonare il violino. È segretamente innamorata di Kokoroyomi (il ragazzo con l'Alice della lettura del pensiero), suo partner. Lui, Mikan e Natsume inizieranno a chiamarla 'Permanentata' a causa dei suoi boccoli palesemente artificiali.
Narumi Anju
È un professore della Alice Academy, insegna alle elementari come supervisore della classe B ed è particolarmente affezionato a Mikan, essendo figlia di Yuka, sua senpai quando studiava ancora all'Accademia. Possiede l'Alice dei feromoni umani. È innamorato della madre di Mikan, che inizialmente odiava, e per questo motivo era invidioso di Izumi (il padre di Mikan), dato che a quel tempo Yuka era innamorata di lui, nonostante fosse un suo professore. Assieme alla bambina, soffrirà molto per la morte di Yuka. Nella missione per assassinare il preside delle elementari, tenta di ucciderlo con delle unghia velenose, ma Goshima assume le sembianze del preside, prendendo il suo posto e traendo in inganno Narumi. Anche lui incontrerà di nuovo Mikan al compimento dei 17 anni di lei.
Tsubasa Andō
È un ragazzo della divisione media e fa parte delle abilità speciali come Mikan. Dimostra subito di essere un ragazzo gentile e disponibile e di volere molto bene a Mikan. È innamorato di Misaki e ricambiato, ma nonostante questo non riescono a fare il primo passo per costruire una relazione, per questo viene preso in giro da Akira Tonouchi (manga, senpai delle superiori che rappresenta la classe delle Abilità Speciali). Il suo Alice è la manipolazione dell'ombra. Anche se Orso sembra essere cattivo con tutti, Tsubasa è l'unica persona che tratta bene oltre al suo creatore Kaname, grande amico del ragazzo.
Misaki Harada
È una ragazza delle divisioni medie e fa parte delle abilità speciali. È molto altruista e simpatica. È innamorata di Tsubasa. Il suo Alice è lo sdoppiamento.
Kaname Sonō
È un ragazzo delle divisioni medie, costretto per la maggior parte delle sue giornate a stare a letto, dato che possiede un Alice che gli accorcia la vita arrivato ormai al limite. L'Alice in questione è quello che consiste nel dare la vita agli animali di peluche (che non ha un nome preciso). È il creatore di Mr. Orso, suo primo peluche, creato per non sentirsi solo da bambino. Quando Orso si affeziona a Mikan, vedendolo triste per la partenza della bambina, le affida l'amico. È abbastanza popolare tra le ragazze, che gli chiedono di realizzare dei peluche per loro, non sapendo che così facendo la sua vita si sarebbe accorciata. Nel manga, quando le sue condizioni peggiorano, Orso chiede a Mikan di estrarre l'Alice del suo padrone per restituirlo a lui, ma Kaname rifiuta, affermando che per dargli vita non gli aveva donato il suo Alice ma parte del suo spirito.
Nobara Ibaragi
Presente nel manga. Della divisione delle medie, il suo Alice è quello del ghiaccio ed è la prediletta da Persona. Stringerà amicizia con Mikan durante i preparativi per la festa di Natale, contenta del fatto che qualcuno le avesse parlato, dato che solitamente tutti erano spaventati dal suo Alice, motivo per cui è stata soprannominata 'Principessa della Neve' (Snow Princess). A causa del suo Alice incontrollabile, fa parte della classe delle Abilità Pericolose. Quando Mikan tenterà di scappare con sua madre, Nobara la aiuterà, ribellandosi così a Persona, che sentendosi tradito, la attaccherà col suo Alice della corrosione, e rischierà di morire. Mikan la salverà, rimuovendo la corrosione con l'Alice del furto. Dopo essersi riappacificata con Persona, più avanti nel manga, quando incontrerà di nuovo Mikan il giorno del suo 17º compleanno, si scoprirà che lei e Persona hanno avuto un figlio.
Persona/Rei Serio
Rei Serio, soprannominato Persona, è un insegnante della Alice Academy. Indossa sempre una maschera, per coprire i segni di corrosione sul suo volto. È l'insegnante della classe delle Abilità Pericolose. Da piccolo era segregato nei sotterranei dell'Hanahime-den, a causa del suo Alice troppo pericoloso per cui gli stessi genitori lo avevano abbandonato subito dopo la nascita. Izumi Yukihira lo trova, stringendo amicizia con lui e chiamandolo 'Rei' (dato che era stato abbandonato subito dopo la nascita i genitori non gli avevano nemmeno dato un nome). Ingannato dal preside delle elementari, attacca Izumi, uccidendolo involontariamente. Diventato professore, dopo che Nobara lo tradisce, lui la corrode anche stavolta non volendo davvero farlo, ma lei riesce a salvarsi, inizialmente per merito di Subaru con il suo Alice della cura, poi grazie a Mikan con l'Alice del furto. Più avanti, dopo essersi riappacificato con Nobara, avrà un figlio con lei.
Akira Tonouchi
Presente nel manga. Studente della Divisione delle Superiori, possiede l'Alice dell'amplificazione e appare solo nel manga. È un donnaiolo, ed è solito prendere in giro Tsubasa per l'incapacità di fare il primo passo con Misaki. Per qualche motivo inspiegabile, le sue pietre Alice sono a forma di melanzana. Aiuta Mikan in ogni situazione. Afferma che il suo Alice e quello della bambina di completano (Amplificazione-Annullamento).
Yuka Azumi
Madre della protagonista, è stata abbandonata all'Alice Academy dai suoi genitori bisognosi di soldi. Inizialmente il suo Alice era quello del teletrasporto, ma all'inizio delle medie scopre il suo Alice del furto. Alle elementari, durante un suo tentativo di fuga, conoscerà Izumi, suo nuovo maestro, che inizierà ad odiare dato che continuava ad impedire tutti i suoi tentativi di fuga. Più avanti se ne innamorerà. Resterà incinta di lui alle superiori, ma prima di scoprirlo, Izumi è morto. In un incontro con il preside delle superiori che la aiuterà nella fuga, questo vede una luce nel suo stomaco. Il suo Alice, che gli permetteva di vedere gli Alice degli altri, aveva fatto scoprire che la ragazza era incinta, e il suo bambino sarebbe stato un Alice. Inizialmente la sua fuga sembra aver successo, dopo che lei si rifugia dai suoi genitori. Ma non volendo metterli in mezzo, decide di andarsene e vagare, costantemente in fuga. Rincontra Kaoru quando le si rompono le acque, e la sua amica, assieme a suo marito, la aiuta a partorire la bambina, che chiamerà appunto Mikan. Dopo un po' di tempo, tornerà a scappare, fino a quando non verrà trovata sotto la neve a congelare e senza avere un luogo dove rifugiarsi da un vecchio. Questo vecchio la porta a casa sua a riscaldarsi e a far riposare la sua bambina, che intanto si era ammalata. Ma l'Accademia riuscirà a trovarla e lei scappa anche dalla casa del vecchio, affidandogli la bambina, non volendo che questa fosse costretta a frequentare l'accademia. In seguito entrerà a far parte di un'organizzazione anti-alice considerata terrorista. Ruberà gli Alice agli studenti dell'Accademia, tentando di eliminare tutti gli Alice per fargli avere una vita più serena senza l'obbligo di essere segregati in quella scuola. Poi sarà costretta da Narumi a restituire gli Alice. Dopo aver scoperto che Mikan possedeva l'Alice del furto, prima che il preside delle elementari potesse mettere le mani su di lei, decide di chiedere aiuto al preside delle superiori per portare via con sé la figlia. Mentre entrambe cercheranno di scappare, a causa di una bomba posizionata nella porta che avrebbe dovuto teletrasportare lei e sua figlia all'esterno, resta uccisa.
Izumi Yukihira
Presente nel manga. Ex professore dell'Alice Academy, possiede l'Alice dell'annullamento ed insegnava alle elementari, come supervisore della classe B e della classe delle Abilità Speciali. È il fratello del preside delle superiori, che scopre il suo Alice tramite una foto due anni prima. Conosce Yuka Azumi quando questa frequentava le elementari, e si innamora di lei quando è alle superiori, inizialmente non accettandolo, essendo il fidanzamento tra professore e studentessa proibito. Conosce Rei Serio quando questo era alle elementari, e riesce ad avvicinarsi a lui annullando il suo Alice. È lui a dargli il nome. Durante un incontro con il preside delle elementari, Rei, seppure involontariamente, corrode Izumi, portandolo alla morte. Anche se gli eventi si sono svolti in questo modo, nel manga sono narrati in seguito ad un viaggio nel tempo del professor Noda con Mikan, Hotaru, Natsume e Ruka (a cui poi si aggiungeranno Tsubasa, Tono e Nobara grazie ad una pietra Alice del viaggio nel tempo). Mentre tutti loro guardano Izumi dirigersi dal preside delle elementari, Mikan, agitata per ciò che sarebbe successo dopo, per sbaglio si sporge troppo verso la 'finestra' da cui stavano osservando la scena e cade. Izumi, trovando una ragazzina delle elementari tra i cespugli, non capisce da dove provenga. Quando Tsubasa va a recuperare Mikan, Yukihira osserva tutta la scena, confuso. La bambina intanto non riesce a parlare, fin quando non tornano indietro, urlando un: "PAPÀ!" prima di scomparire. Izumi deduce che Yuka sia incinta. Il suo ultimo pensiero prima di morire, infatti, è rivolto alla sua amata, pensando al discorso che avevano avuto qualche tempo fa, parlando di un nome che avrebbero potuto dare alla propria figlia.
Luna Koizumi
Presente nel manga. Studentessa della Divisione delle Elementari, si viene poi a sapere che aveva iniziato a frequentare l'Alice Academy quando Yuka era alle elementari. Infatti ha la stessa età della madre di Mikan, ma usando le Caramelle Gulliver (caramelle speciali che permettono di cambiare l'aspetto fisico, aumentando o diminuendo di qualche anno), torna alle elementari per conto del preside delle elementari, affinché Mikan venisse disprezzata da tutti e quindi potesse essere sfruttata da lui. Quando era alle elementari, era emarginata per via del suo Alice Vampiro, che le permetteva di succhiare l'anima delle persone per controllarle. Prova a fare amicizia con Yuka, e alle elementari sarà l'unica amica che avrà. Alle medie volendo succhiare l'anima di altre persone per avere più amici, verrà fermata da Yuka, che per errore le ruberà l'Alice. Da lì, Luna inizia a disprezzarla, e questo disprezzo lo proverà anche per la figlia. Presente nel momento in cui Yuka muore, riesce a sentire le ultime parole della donna, ossia delle scuse verso Luna per averle rubato l'Alice. Così inizierà a pentirsi di tutto ciò che aveva fatto nei confronti suoi e di sua figlia, fino al giorno in cui viene programmato l'assassinio del preside delle elementari. Alla fine sarà proprio lei ad ucciderlo, non permettendogli di essere curato per le ustioni e succhiandogli l'anima.
Kaoru Igarashi
Presente nel manga. Unica migliore amica di Yuka dopo Luna, nonostante fosse una senpai. Possiede l'Alice della memoria, che le consente di leggere la memoria di persone e oggetti solo toccandoli. Cosa che però le accorcia la vita. Incontra suo marito all'Accademia e viene trovata mezza nuda sopra di lui da Yuka e Izumi nell'aula delle Abilità Speciali. Si diploma e va a vivere con suo marito, dando alla luce due figli, Natsume e Aoi, entrambi con l'Alice del fuoco ereditato dal padre. Sfortunatamente Natsume eredita anche il tipo di Alice che accorcia la vita da lei. Nonostante il suo Alice faccia pensare che sia morta a causa di questo, in realtà ha avuto un incidente stradale.

## Manga
Il manga è stato scritto e illustrato da Higuchi Tachibana e si compone di 31 tankōbon, serializzati sulla rivista Hana to yume della Hakusensha, dal 19 febbraio 2003 al 20 settembre 2013.
Il manga, originariamente, sarebbe dovuto terminare con l'uscita del dodicesimo volume, ma a causa del grande successo riscosso in Giappone è stato deciso di pubblicarlo fino al trentunesimo volume. Inoltre la serie avrebbe dovuto avere più volumi del normale poiché le vicende di tutta la storia terminano tutte nel trentunesimo volume, di fatto Higuchi Tachibana avrebbe voluto pubblicare più volumi per dare una fine più lineare e non affrettata alla storia, ma a causa dei lettori che richiedevano una fine dopo tanti volumi la casa editoriale fu costretta a chiedere all'autrice di far terminare tutto in un unico volume, per questo la fine può risultare incompleta e fatta con fretta.
In Italia, la Goen lo ha pubblicato per la prima volta dal 6 luglio 2013 al 7 marzo 2020 nella collana Gakuen Collection.

### Volumi
| Nº | Data di prima pubblicazione | Data di prima pubblicazione | Data di prima pubblicazione | Data di prima pubblicazione |
| Nº | Giapponese                  | Giapponese                  | Italiano                    | Italiano                    |
| -- | --------------------------- | --------------------------- | --------------------------- | --------------------------- |
| 1  | 19 febbraio 2003            | ISBN 978-4-592-17245-1      | 6 luglio 2013               | ISBN 978-88-6712-106-9      |
| 2  | 18 luglio 2003              | ISBN 978-4-592-17246-8      | 14 settembre 2013           | ISBN 978-88-6712-143-4      |
| 3  | 19 novembre 2003            | ISBN 978-4-592-17247-5      | 31 ottobre 2013             | ISBN 978-88-6712-157-1      |
| 4  | 19 marzo 2004               | ISBN 978-4-592-18091-3      | 13 dicembre 2013            | ISBN 978-88-6712-170-0      |
| 5  | 16 luglio 2004              | ISBN 978-4-592-18092-0      | 18 gennaio 2014             | ISBN 978-88-6712-186-1      |
| 6  | 19 novembre 2004            | ISBN 978-4-592-18093-7      | 8 febbraio 2014             | ISBN 978-88-6712-196-0      |
| 7  | 18 marzo 2005               | ISBN 978-4-592-18094-4      | 22 marzo 2014               | ISBN 978-88-6712-204-2      |
| 8  | 19 agosto 2005              | ISBN 978-4-592-18095-1      | 19 aprile 2014              | ISBN 978-88-6712-221-9      |
| 9  | 16 dicembre 2005            | ISBN 978-4-592-18096-8      | 17 maggio 2014              | ISBN 978-88-6712-229-5      |
| 10 | 19 aprile 2006              | ISBN 978-4-592-18097-5      | 21 giugno 2014              | ISBN 978-88-6712-233-2      |
| 11 | 19 settembre 2006           | ISBN 978-4-592-18098-2      | 12 luglio 2014              | ISBN 978-88-6712-245-5      |
| 12 | 18 dicembre 2006            | ISBN 978-4-592-18099-9      | 23 agosto 2014              | ISBN 978-88-6712-256-1      |
| 13 | 18 maggio 2007              | ISBN 978-4-592-18100-2      | 28 marzo 2015               | ISBN 978-88-6712-268-4      |
| 14 | 19 settembre 2007           | ISBN 978-4-592-18520-8      | 25 aprile 2015              | ISBN 978-88-6712-281-3      |
| 15 | 19 marzo 2008               | ISBN 978-4-592-18521-5      | 23 maggio 2015              | ISBN 978-88-6712-301-8      |
| 16 | 17 luglio 2008              | ISBN 978-4-592-18522-2      | 31 luglio 2015              | ISBN 978-88-6712-318-6      |
| 17 | 19 dicembre 2008            | ISBN 978-4-592-18523-9      | 14 novembre 2015            | ISBN 978-88-6712-376-6      |
| 18 | 19 marzo 2009               | ISBN 978-4-592-18524-6      | 30 gennaio 2016             | ISBN 978-88-6712-397-1      |
| 19 | 17 giugno 2009              | ISBN 978-4-592-18525-3      | 5 agosto 2016               | ISBN 978-88-6712-420-6      |
| 20 | 19 novembre 2009            | ISBN 978-4-592-18526-0      | 14 ottobre 2016             | ISBN 978-88-6712-507-4      |
| 21 | 19 aprile 2010              | ISBN 978-4-592-18527-7      | 28 ottobre 2016             | ISBN 978-88-6712-526-5      |
| 22 | 19 agosto 2010              | ISBN 978-4-592-18528-4      | 10 febbraio 2017            | ISBN 978-88-6712-641-5      |
| 23 | 17 dicembre 2010            | ISBN 978-4-592-18529-1      | 7 aprile 2017               | ISBN 978-88-6712-664-4      |
| 24 | 19 maggio 2011              | ISBN 978-4-592-18530-7      | 3 giugno 2017               | ISBN 978-88-6712-699-6      |
| 25 | 20 settembre 2011           | ISBN 978-4-592-19233-6      | 24 gennaio 2019             | ISBN 978-88-6712-727-6      |
| 26 | 20 febbraio 2012            | ISBN 978-4-592-19426-2      | 23 marzo 2019               | ISBN 978-88-6712-744-3      |
| 27 | 20 giugno 2012              | ISBN 978-4-592-19427-9      | 30 marzo 2019               | ISBN 978-88-6712-785-6      |
| 28 | 20 novembre 2012            | ISBN 978-4-592-19428-6      | 27 aprile 2019              | ISBN 978-88-6712-770-2      |
| 29 | 19 marzo 2013               | ISBN 978-4-592-19429-3      | 9 novembre 2019             | ISBN 978-88-6712-771-9      |
| 30 | 20 agosto 2013              | ISBN 978-4-592-19430-9      | 30 novembre 2019            | ISBN 978-88-6712-905-8      |
| 31 | 20 settembre 2013           | ISBN 978-4-592-19471-2      | 7 marzo 2020                | ISBN 978-88-6712-906-5      |

## Anime

Mikan Sakura

La trasposizione anime è stata diretta da Takahiro Omori e prodotta dal Group TAC. È stato trasmesso in Giappone dal 30 ottobre 2004 e al 14 maggio 2005 per un totale di 26 episodi. Gli episodi seguono perlopiù i corrispondenti capitoli del manga, ma alcuni eventi e relazioni tra personaggi vengono modificati o combinati, e alcuni episodi trattano di eventi non presenti nel fumetto. 
L'anime è rivolto a una fascia d'età molto più giovane rispetto al manga, per cui molti eventi e relazioni tra personaggi, considerate non adatte al pubblico di riferimento, sono stati modificati o addirittura rimosse. Inoltre, a causa del cambio di target, l'anime traspone solo cinque dei trentuno volumetti del manga. Gli episodi dal 23 al 26 trattano di contenuti non presenti nel manga, alterando quindi il finale dell'opera. L'estetica dei personaggi (ad esempio, la pettinatura) è talvolta differente.

### Episodi
| Nº | Titolo italiano Giapponese 「Kanji」 - Rōmaji                                                                            | In onda          | In onda       |
| Nº | Titolo italiano Giapponese 「Kanji」 - Rōmaji                                                                            | Giapponese       | Italiano      |
| 1  | La nostra scuola sta chiudendo 「学校がなくなっちゃう☆」 - Gakkō ga Nakunachau☆                                          | 30 ottobre 2004  | 2 marzo 2009  |
| 2  | Benvenuti alla Alice Academy 「ようこそ☆アリス学園へ」 - Yōkoso ☆ Arisu Gakuene                                          | 6 novembre 2004  | 3 marzo 2009  |
| 3  | E tu, che Alice hai? 「アリスなんかにまけてたまるか☆」 - Arisu nankani makete tamaru ka ☆                                | 13 novembre 2004 | 4 marzo 2009  |
| 4  | Il mio Alice 「これがウチのアリス☆」 - Kore ga uchi no Arisu ☆                                                           | 20 novembre 2004 | 5 marzo 2009  |
| 5  | Le stelle sono dure da conquistare 「星階級はシビアやなぁ☆」 - Hoshi kaikyū wa shibiaya nā ☆                             | 27 novembre 2004 | 6 marzo 2009  |
| 6  | Classe abilità speciale 「うちはみそっかす系☆?」 - Uchi wa misotsu kasu-kei ☆?                                           | 4 dicembre 2004  | 7 marzo 2009  |
| 7  | Non rinuncerò, l'Alice del dodgeball! 「負けへん☆アリスドッジ」 - Makehen ☆ Arisu dojji                                  | 11 dicembre 2004 | 8 marzo 2009  |
| 8  | Mi manca il nonno 「じーちゃんに会いたい☆」 - Ji ̄-chan ni aitai ☆                                                        | 18 dicembre 2004 | 9 marzo 2009  |
| 9  | Ti voglio bene, Hotaru 「大好き☆蛍様」 - Daisuki ☆ Hotaru-sama                                                           | 8 gennaio 2005   | 10 marzo 2009 |
| 10 | Una gita a Central Town 「うきうき☆セントラルタウン」 - Ukiuki ☆ Sentoraru Taun                                          | 15 gennaio 2005  | 11 marzo 2009 |
| 11 | Allenamento speciale 「ただいまアリス☆特訓中」 - Tadaima Arisu ☆ Tokkun-chū                                              | 22 gennaio 2005  | 12 marzo 2009 |
| 12 | Il segreto di Natsume 「学園祭がやってくる☆」 - Gakuen-sai ga yattekuru                                                  | 29 gennaio 2005  | 13 marzo 2009 |
| 13 | All'inseguimento della superstar 「トップ☆スターを追いかけろ」 - Toppu ☆ sutā o oikakero                                 | 5 febbraio 2005  | 14 marzo 2009 |
| 14 | Riportiamo a casa Natsume! 「棗を取り戻せ☆」 - Natsume o torimodose ☆                                                    | 12 febbraio 2005 | 15 marzo 2009 |
| 15 | Torniamo a casa 「学園へ帰ろう☆」 - Gakuen e kaerō ☆                                                                     | 19 febbraio 2005 | 16 marzo 2009 |
| 16 | Il gioco del labirinto e della lampada magica 「迷路で勝負☆魔法のランプ」 - Meiro de shōbu ☆ mahō no ranpu               | 26 febbraio 2005 | 17 marzo 2009 |
| 17 | Il segreto di Hotaru 「蛍のひみつ☆」 - Hotaru no Himitsu ☆                                                               | 5 marzo 2005     | 18 marzo 2009 |
| 18 | La casa stregata 「暗闇で☆ふたりきり」 - Kurayami de ☆ futari kiri                                                       | 12 marzo 2005    | 19 marzo 2009 |
| 19 | Alzate il sipario. Biancaneve e la Bella Addormentata 「開演☆眠れる森の白雪姫」 - Kaien ☆ nemurerumori no Shirayuki-hime | 19 marzo 2005    | 20 marzo 2009 |
| 20 | Un invito per l'ultimo ballo 「ラストダンスは誰と☆」 - Rasuto dansu wa dare to ☆                                         | 26 marzo 2005    | 21 marzo 2009 |
| 21 | Tempo d'esami 「目指せ☆優等生賞」 - Mezase ☆ yūtōsei-shō                                                                 | 2 aprile 2005    | 22 marzo 2009 |
| 22 | Il signor Orso e il principe 「ベアと王子様☆」 - Bea to ōji-sama ☆                                                       | 9 aprile 2005    | 23 marzo 2009 |
| 23 | Arriva il circo 「サーカス☆がやって来た」 - Sākasu ☆ gayattekita                                                         | 16 aprile 2005   | 24 marzo 2009 |
| 24 | Natsume è in pericolo! 「鳴海先生の嘘つき☆」 - Narumi-sensei no usotsuki☆                                                | 23 aprile 2005   | 25 marzo 2009 |
| 25 | Salviamo l'accademia 「学園を取り戻せ☆」 - Gakuen o torimodose☆                                                          | 7 maggio 2005    | 26 marzo 2009 |
| 26 | Un nuovo inizio 「友情は☆エンドレス」 - Yūjō wa ☆ endoresu                                                               | 14 maggio 2005   | 27 marzo 2009 |

### Edizione italiana
L'edizione italiana trasmessa dal 2 marzo 2009 su Dea Kids utilizza le sigle originali.
| Personaggio          | Doppiatore originale | Doppiatore italiano  |
| -------------------- | -------------------- | -------------------- |
| Mikan Sakura         | Kana Ueda            | Laura Amadei         |
| Hotaru Imai          | Rie Kugimiya         | Letizia Ciampa       |
| Natsume Hyuuga       | Romi Paku            | Daniele Raffaeli     |
| Ruka Nogi            | Miwa Yasuda          | Gabriele Patriarca   |
| Yuu Tobita           | Fuyuka Ōura          | Barbara Pitotti      |
| Sumire Shoda         | Chiwa Saitō          | Deborah Ciccorelli   |
| Kokoroyomi           | Megumi Matsumoto     | Antonio Masi         |
| Tsubasa Andou        | Makoto Naruse        | Gianluca Crisafi     |
| Prof. Narumi L. Anju | Akira Ishida         | Stefano Billi        |
| Prof. Jinno          | Dai Matsumoto        | Vladimiro Conti      |
| Anna Umenomiya       | Rie Kanda            | Gemma Donati         |
| Nonoko Ogasawara     | Ai Nonaka            | Joy Saltarelli       |
| Misaki Harada        | Marina Inoue         | Daniela Abbruzzese   |
| Reo Mouri            | Kenichi Suzumura     | Marco Vivio          |
| Persona / Rei Serio  | Shinichiro Miki      | Carlo Scipioni       |
| Serina Yamada        | Miho Yamada          | Beatrice Margiotti   |
| Prof. Noda           | Mamoru Miyano        | Andrea Mete          |
| Prof. Misaki         | Takahiro Sakurai     | Alberto Bognanni     |
| Nonno di Mikan       | Masaaki Tsukuda      | Giovanni Petrucci    |
| Yokoi (ep. 6)        | Tatsuhisa Suzuki     | Edoardo Stoppacciaro |
| Ani Shoda            |                      | Paolo Vivio          |
| Mochiue              |                      | Emiliano Reggente    |
| Wakako               |                      | Ilaria Giorgino      |
| Kitsuneme            |                      | Stefano De Filippis  |

### Colonna sonora
- Sigla iniziale: Pikapika no taiyou (lett. "Sole lucente"), cantata da Kana Ueda, la doppiatrice originale di Mikan.
- Sigla finale: Shiawase no niji (lett. "Arcobaleno di felicità"), cantata da Kana Ueda e Rie Kugimiya, doppiatrici originali delle protagoniste.

## Videogiochi
Dalla serie sono stati tratti anche tre videogiochi.
Il primo è Gakuen Alice ~Doki Doki Fushigi Taiken~ per Game Boy Advance, ovverosia una raccolta di minigiochi pubblicata in Giappone il 18 novembre 2004, il secondo invece è Gakuen Alice ~Kira Kira Memory Kiss~ per PlayStation 2, una visual novel distribuita sempre in madre patria il 22 giugno 2006 ed infine il terzo ed ultimo Gakuen Alice: Waku Waku Happy Friends per Nintendo DS, una conversione del gioco precedente, distribuito solo in Giappone il 19 aprile 2007.